# Rhipha luteoplaga
Rhipha luteoplaga är en fjärilsart som beskrevs av Rothschild 1922. Rhipha luteoplaga ingår i släktet Rhipha och familjen björnspinnare. Inga underarter finns listade.